# ロックアウト
ロックアウト（英: lockout）とは、締め出（し・す）・閉塞・閉鎖（する）・排除（する）などを表す英単語である。
転じて、設備や施設、敷地の立ち入りを制限し、本来それを利用して何等かの利益を得ようとする相手に対して譲歩なり撤回なりといった、要求を飲ませる交渉手段を指してこのように呼ぶ。
一例を挙げると作業所閉鎖、工場閉鎖、店舗閉鎖、就労拒否などである。

## 日本の労働争議におけるロックアウト
労働争議発生時に経営者（使用者）側が、事務所、工場、店舗などの作業所を一時的に閉鎖（封鎖）して労働者の就業を拒み、賃金を支払わないことで労働者が起こしたストライキなどの争議行為に対抗する。労働者側の自主管理運営を阻止するために行なわれる。即ち、ストライキとは逆の手法である。
ロックアウトにおいては、就業を拒んだ使用者が、賃金支払義務を免除されるかどうかが大きな争点となる。日本の最高裁判所は、使用者の争議行為としてロックアウト権の存在を認め、正当な範囲内であれば賃金支払義務の免除を認める立場をとっているが、正当性の判断は厳格で、容易には認めていない。
職業安定法第20条でロックアウトが行われている事業所に公共職業安定所が求職者を紹介することを禁止している。
また、特定独立行政法人等労働関係法第17条第2項及び地方公営企業等労働関係法第11条により、特定独立行政法人、国有林野事業を行う国営企業、地方公営企業、特定地方独立行政法人はロックアウトをすることができない。
労働関係調整法第7条でいう「争議行為」に、ロックアウトは含まれると解されている。したがって、使用者は、同法第9条の規定により、ロックアウトをしたときはその旨を届け出、また事業が公益事業である場合にロックアウトをしようとする場合には、同法労第37条の規定により、事前の予告が必要である。
ロックアウトの正当性については、以下の条件のいずれかに該当するロックアウトは正当性が無いとの通達を厚生労働省は出しており、ストライキなきロックアウトは違法との司法判例を行政府として確認している。また、正当性の無いロックアウトに対し、行政機関は指導を行うべきとの判断を示している。
正当性のないロックアウトの条件
1. 労働者によって争議行為が現に行われていない場合
2. 労働者によって争議行為が行われるおそれが明白かつひっ迫して存在しない場合
3. 労働者が争議行為を中止して就労を請求し、かつ、その後争議行為が行われるおそれが全くなくなった場合

労働委員会が正当性の無いロックアウトを実施した使用者に対して労働委員会規則第59条の規定による警告を発した事例としては、パンアメリカン航空会社事件(三十九都委調違第二号、東京地労委昭和三十九年十二月十八日警告)が存在する。また、警告には至らなかったが、同趣旨の判断を示したものとして、ノースウエスト航空会社事件(三十九都委調違第三号、東京地労委昭和三十九年十二月十八日通告)、関西急送株式会社事件(京労委(予違)第二号、京都地労委昭和四十年六月十八日警告)がある。

## 学生運動
1960年代後半の学生運動において、学生達が主張を通すために大学を占拠し、机やイス等を用いたバリケードを築いて抵抗運動を展開し機動隊が導入される事態になったため、全共闘などの組織に所属しない一般学生の安全を考慮し、大学側が対抗処置として行ったもの。大学は授業を放棄し、正門などの出入口を有刺鉄線などで封鎖（ロックアウト）した。1968年12月21日、上智大学で「本日から6カ月間、臨時休業とする」と掲示して大学を閉鎖したことが、この大学紛争収束のモデルとなっている。

## スポーツ界におけるロックアウト
- NPB
  - 2004年、プロ野球再編問題での選手会のストライキに対してロックアウトを行うか否かで一部の球団経営者の判断が二転三転とする気配を見せた。この場合のロックアウト対象設備は球場、および練習施設・合宿所・寮・ロッカーなどの球団施設が該当するため、選手はこれらの施設に入場できない、あるいは使用の都度、使用料を請求されることとなる。これはメジャーリーグベースボール（MLB）におけるロックアウトに倣ってのものである。しかし、結果的にこのロックアウトは行われなかった。

- MLB[6]
  - これまで最低給与額を巡って1973年2月8日から25日、フリーエージェント（FA）制度の導入を巡って1976年3月1日から17日、年金基金の拠出額を巡って1990年2月16日から3月18日までと3度決行されているが、いずれもレギュラーシーズンの試合には影響しなかった。
  - 2021年12月2日から26年ぶりに新労使協定が決裂したため、31年ぶりにロックアウトが決行された[7]。その影響で2022年の開幕が3月31日から4月7日へ後ろ倒しされた。

- NHL
  - 2004年、オーナー側がサラリーキャップ制度を導入しようとしたことに対してNHL選手会が反発したため、オーナー陣は9月16日からロックアウトを決行した。ロックアウトでは試合会場は閉鎖されるためプレーは行えないため欧州リーグに移籍する選手などが続出した。その後も交渉は継続されるも決裂が続き、最終的に2004年-2005年シーズンで予定されていた全試合（レギュラーシーズン、プレーオフ、スタンレー・カップの合計1230試合）が中止された。
  - 2012年9月16日、新労使協定締結を目指していたオーナー側と選手側の交渉が決裂し、オーナー側がロックアウトに踏み切った[8]。その後も交渉は難航し、同年11月23日には10月11日の開幕から12月14日までに予定されている公式戦全試合（計422試合）と、2013年1月27日のオールスター戦の中止が発表された[9]。その後2013年1月12日にロックアウトは終結し、1月19日より開幕した。

- NFL
  - 2011年3月12日、NFL選手会とオーナー側の労使協定が決裂したため、オーナー側がロックアウトを決行した[10]。ただしこのロックアウトは、労使交渉の妥結に伴い同年7月25日に解除され、シーズンへの影響はなかった。
  - 2012年、NFL審判組合とNFLの労使交渉が難航。正規の審判をロックアウトした状態でシーズンに入ったため開幕から第3週まで代替審判が試合を裁いた[11]。

- NBA
  - 1998-1999シーズンはロックアウト解除が越年し、シーズン開幕が1999年2月5日までずれ込み、NBAオールスターゲームも中止された。
  - 2011-2012シーズンも、2011年7月1日に選手会とオーナー側での収益配分の割合を巡る交渉が紛糾し、13年振りにロックアウトに突入した[12]。その後も交渉は難航し、プレシーズンゲームは全て中止となった他、同年10月10日には11月1日の開幕予定を2週間遅らせ、その間の試合は全て中止とすることが決定[13]。最終的に同年11月25日にようやく労使交渉が妥結しロックアウトが解除されたが、シーズン開幕が同年12月25日までずれ込むなど、シーズンに大きく影響が出た。

## 音楽業界におけるロックアウト
リハーサルや録音のためのスタジオを、1時間あたりの料金を支払う時間制で使用する場合、その前後に他者のスタジオ利用を入れず余裕をもって行えることを指す業界用語。スタジオの1日利用権。スタジオの営業時間により12〜14時間の利用が可能になる。主にプロ用のスタジオでは、時間制の設定はなくロックアウト制のみを採用している。
ロックアウトが可能なスタジオを2日以上使う場合は、最終日以外は機材等をそのままスタジオ内に設置できる。逆にロックアウトができない場合は、翌日再び使う予定があっても片付けて、翌日再設置する必要がある。ロックアウト不可なスタジオでは最大一日単位と言う考え方で、例えば３日予約を入れた場合は、単に１日分の予約が三回入っているに過ぎない。